# Ngày văn hóa Kitô giáo Ba Lan-Séc
Ngày văn hóa Kitô giáo Ba Lan-Séc (Tiếng Ba Lan: Polsko-Czeskie Dni Kultury Chrześcijańskiej; Tiếng Séc:  Polsko-české dny křesťanské kultury) là một chuỗi các sự kiện văn hóa xã hội quốc tế thường niên diễn ra ở biên giới Ba Lan-Séc.

## Lịch sử
Ngày văn hóa Kitô giáo Ba Lan-Séc được tổ chức lần đầu tiên vào năm 1990 tại Kłodzko và đang dần mở rộng phạm vi. Chuỗi sự kiện này hiện nay được tổ chức tại khu vực từ Złote Stok đến Krzeszów, dọc theo biên giới 300 km ở cả hai bên quốc gia. Trung tâm chính và trụ sở của Ban tổ chức đã được đặt tại Nowa Ruda .

## Mục đích
Mục đích của Ngày văn hóa là thúc đẩy các hoạt động và tăng cường hợp tác biên giới, đưa người Ba Lan và người Séc lại gần gũi với nhau hơn.

## Ban tổ chức
Nhà tổ chức chính của Ngày văn hóa Kitô giáo Ba Lan-Séc là Ủy ban Công dân Hiệp hội Kłodzko. Sự kiện được sự giúp đỡ của các tổ chức, đoàn thể như Đoàn kết Ba Lan-Séc-Slovakia, Trung tâm Văn hóa và Nghệ thuật tại Wrocław, Hiệp hội Công giáo "Civitas Christiana" và Hiệp hội Sdružení Neratov tại Bartošovice.
Giáo xứ Công giáo La Mã và các văn phòng nhiều thành phố trên đất nước Ba Lan cũng khởi xướng và tổ chức ngày văn hóa này.